# Сања Ђорђевић
Сања Ђорђевић (Пљевља, 17. октобар 1969) је српска и бивша југословенска турбо-фолк и поп-фолк пјевачица. Њене хит-пјесме су Црвени лак (2005), Мутивода (1999), Светло црвено (2008) и Јање умиљато (1998).

## Биографија
Рођена је 17. октобра 1969. године у Пљевљима (СР ЦГ, СФРЈ). Одрасла је у Сарајеву (СР БиХ, СФРЈ).

### Образовање и музичка каријера
Учила је пјевање, а уписала правни факултет. Имала је групу.
Њен први албум, Ко је та, објавио је Дискотон 1987. године. Већу популарност је стекла током 2003. године, када је снимила епонимни албум Сања. Након изласка албума Ти заплакаћеш на мојој страни кревета 2004. године, услиједиле су четири године паузе до новог албума — Светло црвено. Потом је опет направила паузу, што јој је негативно утицало на популарност.

### Приватни живот
Удата је за бившег фудбалера Жељезничара из Сарајева, Петра Перицу Ђорђевића; имају ћерку Ивану.

## Дискографија

### Албуми
Студијски
- Ко је та (1987, Дискотон)
- Хеј, хеј (1993, БОМИ)
- Зоране (1995, ЗаМ)
- Има дана (1997, ЗаМ / Вујин трејд лајн)
- Јање умиљато (1998, ЗаМ / Вујин трејд лајн)
- Дивља ружа (1999, Гранд)
- Пјевај (2001, Гранд)
- Да је мени други живот (2002, Гранд)
- Сања (2003, Гранд)
- Ти заплакаћеш на мојој страни кревета (2004, Гранд)
- Светло црвено (2008, Гранд)

### Синглови
- Магла, са Зораном Јанковићем (1997)
- Таоци судбине, са Миланком (2005)
- Супер жена (2007)
- Кофер снова (2010)
- Види ме сад (2010)
- То ме тако добро боли (2013)
- Дијагноза (2015)
- Бол (2015)
- Звоне зидови (2016)
- Почело је, почело (2016)

### Спотови
| Спот              | Година | Режисер     |
| ----------------- | ------ | ----------- |
| Лимун и мед       | 1995.  | ЗаМ         |
| Наду ми остави    | 1995.  | ЗаМ         |
| Зоране            | 1995.  | ЗаМ         |
| Види ме сад       | 2010.  | ДМ Сат      |
| Звоне зидови      | 2016.  | Андреј Илић |
| Почело је, почело | 2016.  | Г. Шљивић   |